# Naseljavanje Amerika
Naseljavanje Amerikâ počelo je kad su paleolitski lovci-sakupljači prispeli u Severnu Ameriku iz severnoazijskih Mamutskih stepa preko beringijskog kopnenog mosta, koja se formirao između severoistočnog Sibira i zapadne Aljaske zbog snižavanja nivoa mora tokom poslednjeg ledničkog maksimuma. Ove populacije su se proširile južno od Laurentidine ledene ploče i brzo se raširile na područje Severne i Južne Amerike, pre 14.000 godina. Najranije populacije u Americi, pre otprilike 10.000 godina, poznate su kao Paleoindijanci.
Oljuđivanje Amerike je dugogodišnje otvoreno pitanje, i dok su napredak u arheologiji, pleistocenskoj geologiji, fizičkoj antropologiji i DNK analizi postupno bacali sve više svetla na temu, značajna pitanja ostaju nerešena. Iako postoji opšte saglasnost da su Amerike prvo naseljene iz Azije, obrazac migracije, hronologija i mesta porekla u Evroaziji naroda koji su migrirali u Ameriku ostaju nejasni.
Prevladavajući modeli migracija ocrtavaju različite vremenske okvire za azijsku migraciju iz Beringovog tesnaca i dalje širenje osnivačke populacije širom kontinenta. Autohtoni narodi Amerike bili su povezani sa sibirskim populacijama lingvističkim faktorima, raspodelom krvnih tipova i genetskom kompozicijom, kao što je prikazano molekularnim podacima, poput DNK.
„Prva teorija Klovisa” se odnosi na hipotezu iz 1950-ih da kultura Klovisa predstavlja najranije ljudsko prisustvo u Americi, počevši od pre oko 13.000 godina; dokazi o kulturama pre Klovisa akumulirani su od 2000. godine, što je potisnulo moguće vreme prvog oljuđavanja Amerike na pre približno 13.200-15.500 godina.

## Životna sredina tokom zadnjeg pleistocena
Za uvod u tehnike radiougljeničnog datiranja koje koriste arheolozi i geolozi, pogledajte metod radioaktivnog ugljenika.

### Pojavljivanje i potapanje Beringije
Tokom Viskonsinske glacijacije, varirajuće porcije Zemljine vode bile su zadržane kao glečerski led. Kako se voda akumulirala u glečerima, količina vode u okeanima se smanjivala, što je rezultiralo snižavanjem globalnog nivoa mora. Varijacija nivoa mora tokom vremena rekonstruisana je korišćenjem kiseonične izotopske analize jezgara iz dubokog mora, datiranja morskih terasa i uzorkovanjem izotopa kiseonika visoke rezolucije iz okeanskih bazena i modernih ledenih kapa. Pad eustatičkog nivoa mora za oko 60 m do 120 m niže od današnjih nivoa, počevši od pre oko 30.000 godina, stvorio je Beringiju, trajno i opsežno geografsko obeležje koji povezuje Sibir sa Aljaskom. S porastom nivoa mora nakon poslednjeg ledenog maksimuma (LGM), Beringijski kopneni most ponovo je potopljen. Procene konačnog ponovnog potapanja Beringijskog kopnenog mosta zasnovane isključivo na sadašnjoj batimetriji Beringovog tesnaca i krivoj eustatskih nivoa mora stavljaju taj događaj na pre oko 11.000 godina. Tekuća istraživanja koja su rekonstruisala Beringijsku paleogeografiju tokom deglaciacije mogla bi promeniti tu procenu, a moguća ranija potapanja mogla bi dodatno ograničiti modele migracije ljudi u Severnu Ameriku.

## Literatura
- Bradley, B.; Stanford, D. (2004). „The North Atlantic ice-edge corridor: a possible Palaeolithic route to the New World”. World Archaeology. 36 (4): 459—478. CiteSeerX 10.1.1.694.6801 . doi:10.1080/0043824042000303656.
- Bradley, B.; Stanford, D. (2006). „The Solutrean-Clovis connection: reply to Straus, Meltzer and Goebel”. World Archaeology. 38 (4): 704—714. JSTOR 40024066. doi:10.1080/00438240601022001.
- Dennis J. Stanford; Bruce Bradely (2012). Pre-Clovis First Americans: The Origin of America's Clovis Culture. University of California Press. ISBN 978-0-520-22783-5.
- Dennis J. Stanford; Bruce A. Bradley (2012). Across Atlantic Ice: The Origin of America's Clovis Culture. University of California Press. ISBN 978-0-520-22783-5.
- Dixon, E. James. Quest for the Origins of the First Americans. University of New Mexico Press. 1993.
- Dixon, E. James. Bones, Boats, and Bison: the Early Archeology of Western North America. University of New Mexico Press. 1993, 1999??
- Erlandson, Jon M. Early Hunter-Gatherers of the California Coast. Plenum Press. 1994.
- Erlandson, Jon M (2001). „The Archaeology of Aquatic Adaptations: Paradigms for a New Millennium”. Journal of Archaeological Research. 9 (4): 287—350. doi:10.1023/a:1013062712695.
- Erlandson, Jon M. Anatomically Modern Humans, Maritime Migrations, and the Peopling of the New World. In The First Americans: The Pleistocene Colonization of the New World, edited by N. Jablonski, 2002. pp. 59–92. Memoirs of the California Academy of Sciences. San Francisco.
- Erlandson, Jon. M.; Graham, M. H.; Bourque, Bruce J.; Corbett, Debra; Estes, James A.; Steneck, R. S. (2007). „The Kelp Highway Hypothesis: Marine Ecology, The Coastal Migration Theory, and the Peopling of the Americas”. Journal of Island and Coastal Archaeology. 2 (2): 161—174. doi:10.1080/15564890701628612.
- Eshleman, Jason A.; Malhi, Ripan S.; Glenn Smith, David (2003). „Mitochondrial DNA Studies of Native Americans: Conceptions and Misconceptions of the Population Prehistory of the Americas”. Evolutionary Anthropology. 12: 7—18. doi:10.1002/evan.10048.
- Fedje; Christensen (1999). „Modeling Paleoshorelines and Locating Early Holocene Coastal Sites in Haida Gwaii”. American Antiquity. 64 (4): 635—652. JSTOR 2694209. doi:10.2307/2694209.
- Greenman, E. F. (1963). „The Upper Palaeolithic and the New World”. Current Anthropology. 4: 41—66. doi:10.1086/200337.
- Hey, Jody (2005). „On the Number of New World Founders: A Population Genetic Portrait of the Peopling of the Americas”. PLOS Biology. 3 (6): e193. PMC 1131883 . PMID 15898833. doi:10.1371/journal.pbio.0030193.
- Nina G. Jablonski (2002). The First Americans: The Pleistocene Colonization of the New World. California Academy of Sciences. ISBN 978-0-940228-50-4.
- Jones, Peter N. Respect for the Ancestors: American Indian Cultural Affiliation in the American West. Boulder, Colorado: Bauu Press. 2004, 2005.
- Korotayev, Andrey et al. Which genes and myths did the different waves of the peopling of Americas bring to the New World?. History and Mathematics 6 (2017): 9–77.
- Lauber, Patricia. Who Came First? New Clues to Prehistoric Americans. Washington, D.C.: National Geographic Society, 2003.
- Matson and Coupland. The Prehistory of the Northwest Coast. Academic Press. New York. 1995.
- David J. Meltzer (2009). First Peoples in a New World: Colonizing Ice Age America. University of California Press. ISBN 978-0-520-94315-5.
- Snow, Dean R. "The First Americans and the Differentiation of Hunter-Gatherer Cultures." In Bruce G. Trigger and Wilcomb *E. Washburn, eds., The Cambridge History of the Native Peoples of the Americas, Volume I: North America (Cambridge: Cambridge University Press, 1996), 125–199.
- Wells, Spencer (2002). The Journey of Man: A Genetic Odyssey. Princeton University Press. ISBN 978-0-691-11532-0.
- Clague John J.; Mathewes, Rolf; Ager, Thomas A. (16. 9. 2004). „Western Beringia before and during the Last Glacial Maximum (Chapter 3)”. Environments of Northwestern North America before the Last Glacial Maximum,in Madsen, David B. (editor) Entering America: Northeast Asia and Beringia Before the Last Glacial Maximum, University of Utah Press, 2004, 486p. ISBN 978-0-87480-786-8. ISBN 9780874807868.
- Vasil'ev, Sergey A.; Kuzmin, Yaroslav V.; Orlova, Lyubov A.; Vyacheslav Dementiev, N. (2002). „Radiocarbon-based chronology of the Paleolithic in Siberia and its relevance to the peopling of the New World”. Radiocarbon. 44 (2): 503—530. doi:10.1017/s0033822200031878.

## Spoljašnje veze
- Journey of Man: A Genetic Odyssey (movie) на веб-сајту  –